# Calonectris
Calonectris (od starogrčkog kalos, "dobar" i nectris, "plivač") je rod morskih ptica iz porodice zovoja. Ima tri žive vrste, a dvije su izumrle u prapovijesnom razdobljui ljudi znaju o njima podatke samo prema fosilnim dokazima. Žive na mjestima gdje je voda umjerena i hladna. Ptice ovog roda imaju duga krila, te su tamnosive i sivosmeđe boje. Imaju dug kljun. Pelagične su izvan sezone parenja. Lete ukočenih krila, slično kao albatrosi. Hrane se ribama, lignjama, sipama i sličnim vodenim životinjama. Sve vrste migriraju na jako velike udaljenosti. Taksonomija ovog roda je predmet znanstvenih rasprava.

## Razmnožavanje
Ove ptice na kopno dolaze samo zbog gniježđenja. Pare se noću da izbjegnu grabežljivce. Kao gnijezdo koriste rupe u stijenama i u njih polažu jedno bijelo jaje.